# Myrrha octodecimguttata formosa
Myrrha octodecimguttata formosa é uma subespécie de insetos coleópteros polífagos pertencente à família Coccinellidae.
A autoridade científica da subespécie é Costa, tendo sido descrita no ano de 1849.
Trata-se de uma subespécie presente no território português.